# باشگاه فوتبال فونیکس اسپورتس
باشگاه فوتبال فونیکس اسپورتس (به انگلیسی: Phoenix Sports Football Club) یک باشگاه فوتبال در شهر بارنهورست، کشور انگلستان است که در سال ۱۹۳۵ میلادی تأسیس شده‌است.